# Delphin (Schiff, 1877)
Die Delphin war ein Dampfschiff der Gouvernements von Deutsch-Neuguinea.

## Geschichte
Die Delphin wurde 1877 in England gebaut. Sie hatte 260 Bruttoregistertonnen. Von 1903 bis 1912 gehörte die Delphin der Kolonialverwaltung von Deutsch-Neuguinea und verkehrte als Stationsdampfer der Karolinen von Simpsonhafen aus. Bereedert wurde das Schiff vom Norddeutschen Lloyd. Bei seinen Regierungsfahrten nahm die Delphin gelegentlich auch Reisende mit. 
1912 wurde das nun 35 Jahre alte Schiff nach Hongkong verkauft. Sein weiteres Schicksal ist unbekannt.